# Edwin Mbaso
Edwin Mbaso (Ndola, Rodesia del Norte, 1953-Ndola, Zambia, 28 de enero de 1979) fue un futbolista de Zambia que jugó en la posición de lateral derecho.

## Carrera

### Club
Jugó toda su carrera con el Ndola United FC de 1970 a 1979, con el que ganó el futbolista del año en 1975.

### Selección nacional
Jugó para Zambia en 24 ocasiones de 1973 a 1977 y anotó un gol; participó en la Copa Africana de Naciones 1974.

## Muerte
En enero de 1979 Mbaso dejó su trabajo con los patrocinadores del Ndola United FC para unirse a Zambia Airways, y se preparaba para jugar con el equipo Zambia Eagles de la FAZ Division III cuando ocurrió una tragedia. Alrededor de la medianoche del 27 de enero de 1979 Mbaso y su hermano Philip hacían el viaje de regreso en camión hacia su casa en Ndola y Mbaso se salió del camión luego de que tomara mal una vuelta, sufriendo heridas en la cabeza. Fue trasladado rápidamente al Ndola Central Hospital, muriendo en la tarde a los 26 años.
De acuerdo con la policía no hubo ningún culpable por el incidente, Mbaso y su hermano menor Philip iban sentados en una montura para caballo cuando se dio el percance, Mbaso cayó ahí mismo. El conductor del camión frenó y encontró a Mbaso sangrando mucho por la nariz y boca y se apuraron para llevarlo al Ndola Central Hospital donde más tarde murió, dejando una viuda y dos hijos. Fue enterrado el 30 de enero de 1979.

## Logros
- Futbolista del Año de Zambia en 1974.